# 欽ちゃんとみんなでしゃべって笑って
欽ちゃんとみんなでしゃべって笑って（きんちゃんとみんなでしゃべってわらって）は、1998年4月12日から2002年3月7日までNHK総合テレビジョンで放送されたバラエティ番組である。

## 概要
前番組「ふるさと愉快亭 小朝が参りました」を引き継いだ、地元のよさを入れた公開収録番組であるが、司会の萩本欽一以外の出演者は、すべて地元の人々であり、番組アシスタントやセットを動かすのも地元小学生という視聴者参加型の公開派遣番組となった。100歳の老人との対談コーナーも前番組より引き継いだが、当番組終了後は「百歳バンザイ!」という単独番組となった。

## 放送時間
- 1998 - 1999年度：日曜 13:30 - 14:15
- 2000 - 2001年度：日曜 13:00 - 13:45

## 出演者
- 司会：萩本欽一
  - 収録地域の地元の人々100人程度（100歳の人、地元小学生40人など）